# Jakub Deml

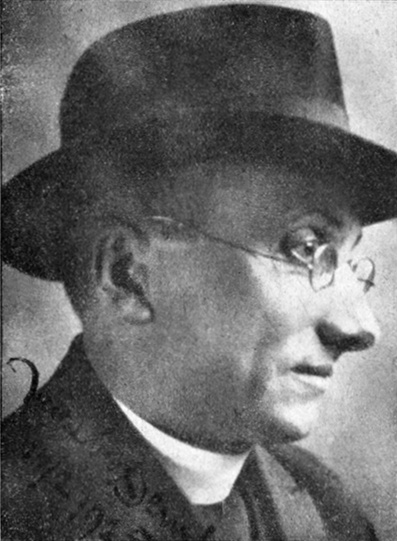
Jakub Deml (voor 1928)

Jakub Deml (Tasov, 20 augustus 1878 – Třebíč, 10 februari 1961) was een Tsjechische schrijver en dichter.

## Werken
- Notantur lumina, 1907
- Hrad smrti, 1912
- Moji přátelé, 1913
- Tanec smrti, 1914
- Miriam, 1916
- Šlépěje, 1917 - 1941, 27 vol.
- Zapomenuté světlo, 1934
- Podzimní sen, 1951